# يارشينو أنطونيا
يارشينو أنطونيا (بالهولندية: Jarchinio Antonia)‏ (27 ديسمبر 1990 بأمستردام في هولندا - ) هو لاعب كرة قدم هولندي في مركز الوسط. شارك مع منتخب كوراساو لكرة القدم. أما مع النوادي، فقد لعب مع أدو دين هاغ وغو أهد إيغلز ونادي غرونينغن.

## مسيرته الكروية
لعب يارشينو أنطونيا خلال مسيرته الاحترافية مع 6 أندية في ثلاثة عشر موسمًا وسجل خلالها 35 هدفًا ضمن 260 مباراة. حيث فاز في موسمين بالكأس ولم يفز بأي دوري.
خاض يارشينو أنطونيا مسيرته مع نادي غو أهد إيغلز في موسم 2010–11 في المرة الأولى ليلعب معه أربعة مواسم ثم في موسم 2016–17 لمدة موسم واحد، مشاركًا طوالها في 140 مباراة سجل خلالها 30 هدف. ثم انتقل إلى نادي غرونينغن في موسم 2014–15 واستمر معه طيلة ثلاثة مواسم، حيث شارك في 47 مباراة سجل خلالها هدفين. لينتقل بعدها إلى نادي أومونيا في موسم 2017–18 ولمدة موسمين، مشاركًا في 40 مباراة سجل خلالها هدفًا واحدًا. ثم انتقل إلى نادي أيل ليماسول في موسم 2018–19 لمدة موسم واحد، مشاركًا في 13 مباراة سجل خلالها هدفًا واحدًا أيضًا. هذا وانتقل لاحقًا إلى نادي كامبور في موسم 2019–20 لمدة موسم واحد، مشاركًا في 17 مباراة سجل خلالها هدفًا واحدًا أيضًا.

## روابط خارجية
- يارشينو أنطونيا على موقع الاتحاد الأوربي (الإنجليزية)
- يارشينو أنطونيا على موقع الدوري الأمريكي (الإنجليزية)
- يارشينو أنطونيا على موقع قاعدة بيانات كرة القدم.إي يو (الإنجليزية)
- يارشينو أنطونيا على موقع ناشيونال فوتبول تيمز (الإنجليزية)
- يارشينو أنطونيا على موقع Soccerbase.com (لاعب) (الإنجليزية)
- يارشينو أنطونيا على موقع Soccerway.com (الإنجليزية)
- يارشينو أنطونيا على موقع عالم كرة القدم.نت (الإنجليزية)
- يارشينو أنطونيا على موقع AS.com (الإسبانية)